# Phyllocnistis magnatella
Phyllocnistis magnatella là một loài bướm đêm thuộc họ Gracillariidae, known from Massachusetts, U.S.A. Nó được đặt tên bởi P.C. Zeller năm 1873.